# Hans-Georg Gadamer
Hans-Georg Gadamer (né à Marbourg le 11 février 1900 et mort à Heidelberg le 13 mars 2002) est un philosophe allemand.

## Biographie
Hans-Georg Gadamer est un élève de Martin Heidegger, qui a dirigé en 1933  sa thèse d’habilitation, l’Éthique dialectique de Platon. Gadamer a retenu de Heidegger son style d'interprétation[Quoi ?] phénoménologique. Les Interprétations phénoménologiques d'Aristote de Heidegger l'ont beaucoup influencé[Comment ?]. Mais Gadamer n'a pas suivi Heidegger dans la critique et le rejet de la tradition métaphysique. 
Atteinte de poliomyélite survenue à 22 ans, il se maria avec celle qui le soigna avec dévouement, Frida Kratz. 
Gadamer est l'un des plus importants théoriciens de l'herméneutique philosophique par son œuvre Vérité et Méthode (Wahrheit und Methode), herméneutique à laquelle il a donné un accent ontologique. Gadamer a également travaillé sur Platon, Aristote, Herder, Goethe, Hegel et Nietzsche, mais l'essentiel de sa réflexion porte sur les sciences de l'esprit et leur rapport à l'herméneutique.
Gadamer a signé la Déclaration des professeurs en faveur d'Adolf Hitler du 11 novembre 1933,. Durant la Seconde Guerre mondiale, il donne une conférence en mai 1941 à l'Institut allemand de Paris. Intitulée Herder et ses théories de l'histoire, elle présente favorablement l'opposant aux Lumières françaises (cf. Zeev Sternhell, Les anti-Lumières, du XVIIIe siècle à la guerre froide, Fayard, 2006, p. 155-161). Dans cette conférence où il est question du concept allemand de peuple (Volk) chez Herder, Gadamer affirme que ce concept témoigne aujourd’hui de « la force (Kraft) d’un nouvel ordre politique et social ». On peut aussi lire dans la conférence de 1941 que « Grâce à Herder, le terme "peuple" a acquis en Allemagne une nouvelle profondeur et une nouvelle puissance, tout à fait éloignées de toute parole politique et que tout un monde sépare des slogans politiques de la "démocratie"». Il affirme aussi que « Cette anticipation apolitique et cette préparation de ce qui allait venir étaient le destin allemand de son époque ; le destin d’un tel retard politique est peut-être la présupposition faisant en sorte que le concept allemand de peuple, à la différence des paroles démocratiques de l’Occident, démontre, dans un nouveau présent, sa capacité à former un nouvel ordre politique et social. » Gadamer a supprimé ces passages lorsqu'il a republié sa conférence.
Cependant, Gadamer ne se compromit jamais avec l'idéologie nazie, ce qui l'éloigna de Heidegger. Il présenta subtilement des positions de résistance dans ses cours lors de la Deuxième Guerre Mondiale jusqu'à être plus impliqué dans la résistance. En effet, il participa « à des cercles proches de ceux qui participèrent au complot de juillet 1944».
Après la publication de Vérité et méthode en 1960, et la mort de Heidegger en 1976, Gadamer connaîtra une notoriété grandissante et a encore un impact sur la philosophie d'aujourd'hui[Lequel ?]. Sa seconde épouse est décédée en 2006 à 85 ans.

## Philosophie
Gadamer est considéré comme le père de l'herméneutique philosophique. Son livre Vérité et Méthode, qui devait s'appeler à l'origine Les grandes lignes d'une herméneutique philosophique, est le plus célèbre et le plus connu de son œuvre et pose les fondements de cette herméneutique en s’inspirant de certains éléments du platonisme et du néoplatonisme chrétien. Dans Vérité et méthode, Gadamer tente de distinguer le processus d'interprétation de l'œuvre dans la lecture des textes philosophiques et toute forme de méthode et de connaissance propre aux sciences exactes. Il défend la thèse selon laquelle il existe des vérités qui échappent aux sciences de la nature.
Dans la première partie de son grand opus, Gadamer développe une ontologie de l’œuvre d'art et pense les conditions nécessaires de son interprétation. C'est ainsi qu'il discute notamment les thèses de Heidegger et de Kant, ainsi que le concept d'imitation (ou mimèsis) chez Aristote. La revalorisation ontologique des images saintes par saint Jean Damascène lui sert de modèle pour penser la portée cognitive de l'art et s'opposer à l'esthétique moderne. Pour Gadamer, l'art est la mise en œuvre de la vérité. D'autres essais de philosophie esthétique s'en sont inspirés pour penser des arts plus récents comme le cinéma.

### Textes en allemand
- Platos dialektische Ethik (1931)[2]
- Volk und Geschichte im Denken Herders (1942)
- Goethe und die Philosophie (1947)
- Wahrheit und Methode. Grundzüge einer philosophischen Hermeneutik (Vérité et Méthode) (1960)
- Kleine Schriften (1967)
- Lob der Theorie (1983)
- Das Erbe Europas (1989)
- Über die Verborgenheit der Gesundheit (1993)
- Der Anfang der Philosophie (1996)
- Erziehung ist sich erziehen (2000)
- Hermeneutische Entwürfe. Vorträge und Aufsätze (2000)
- Platos dialektisches Ethik. Phänomenologische Interpretation zum Philebos (2000)

- Gesammelte Werke (Œuvres complètes), Tübingen, J.C.B. Mohr (Paul Siebeck) (1986- )

### Traductions françaises
- Le Problème de la conscience historique, Paris-Louvain, Béatrice-Nauwelaerts, Publications universitaires de l'université de Louvain, 1963.
- L'Art de comprendre. Écrits I : herméneutique et tradition philosophique, Paris, Aubier, 1982.
- Écrits II: herméneutique et champ de l'expérience humaine, Paris, Aubier, 1991.
- Qui suis-je et qui es-tu ? Commentaire de "Cristaux de Souffle" de Paul Celan, Paris, Actes Sud, 1987.
- Années d'apprentissage philosophique. Une rétrospective, Paris, Critérion, 1992.
- L'Actualité du Beau, Paris, Aliné, 1992.
- L'Éthique dialectique de Platon, Paris, Actes Sud, 1994.
- L'Idée du bien comme enjeu platonico-aristotélicien, suivi de Le Savoir pratique, Paris, Vrin 1994.
- Langage et vérité, Paris, Gallimard, 1995.
- La Philosophie herméneutique, Paris, PUF, 1996.
- Vérité et méthode, éd. intégrale, Paris, Seuil, 1996.
- L'Héritage de l'Europe, Paris, Rivages, 1996.
- Philosophie de la santé, Paris, Grasset, 1998.
- Herméneutique et philosophie, Paris, Beauchesne, 1999.
- Nietzsche l'antipode : le drame de Zarathoustra, Paris, Allia, 2000.
- Les Chemins de Heidegger, Paris, Vrin, 2002.
- Esquisses herméneutiques: essais et conférences, Paris, Vrin, 2004.
- Au commencement de la philosophie, Paris, Seuil, 2001.
- La Conférence de Heidelberg (1988) - Heidegger : portée philosophique et politique de sa pensée avec Jacques Derrida, Philippe Lacoue-Labarthe, textes réunis, présentés et annotés par Mireille Calle-Gruber, Note de Jean-Luc Nancy, Lignes-Imec, 2014.